# Beez in the Trap
«Beez in the Trap» es una canción interpretada por la rapera, compositora y cantante trinitense, Nicki Minaj y el rapero y compositor estadounidense 2 Chainz de su segundo álbum de estudio Pink Friday: Roman Reloaded. Fue lanzada el 29 de mayo de 2012 bajo los sellos Young Money Entertainment, Cash Money Records y Republic Records como tercer sencillo del álbum. La canción fue escrita por Minaj, Maurice Jordan y 2 Chainz y producida por Kenoe.
Musicalmente, «Beez in the Trap» es principalmente una canción electro hop y hardcore hip hop que incluye una producción retro con gangsta rap de los años 80, e incorpora elementos del dubstep, grime y trap. La canción alcanzó como máxima posición en el Billboard Hot 100 el puesto 48 y en el Hot Rap Songs el puesto 7. El 6 de abril de 2012, fue lanzado el vídeo musical en promoción al sencillo mediante la plataforma audiovisual de Vevo.

## Antecedentes y desarrollo
«Beez in the Trap» fue escrita por Minaj, Murice Jordan y 2 Chainz, mientras que la producción fue manejada por Kenoe. Fue grabada en los Conway Studios en Los Ángeles, California por Ariel Chabaz y Fini "KY" White con la ayuda de Jon Sher. La mezcla de la canción estuvo a cargo de Chabaz con la ayuda adicional de Sher la cual también se dio en los Conway Studios. Originalmente, Kenoe comenzó a enviar canciones pop y hip hop a Minaj cuando escuchó que la producción de su segundo álbum había comenzado. Más tarde ese mismo día, el A&R de Minaj, Mack Maine, le informó que estaba buscando "alguna mierda de rap", por lo que presentó canciones más agresivas y urbanas con la esperanza de que se incluyeran en el disco. Kenoe dijo que el concepto musical de la canción era la simplicidad "1.000.001 de cosas que pasaban en el", y acreditándole de una manera distintiva a los otros incluidos en el álbum. La canción se estrenó en el show por radio del DJ Flex en Hot 97 el 20 de marzo de 2012. En una entrevista con Graham Norton, Minaj indicó que "[la canción] sólo significa 'yo siempre...' ya sabes, esa es la forma de decir en nuestra jerga, yo Mantengo haciento tal-y-tal-y-tal. Así que es realmente como 'siempre estoy en la trampa'. Ahora, la trampa, damas y caballeros, se refiere a cualquier lugar donde se obtiene su dinero".

## Música y composición
«Beez in the Trap» es una canción de géneros electro hop y hardcore hip hop la cual también mezcla elementos de la música trap, gangsta rap y pop rap establecidos en un tiempo compás. La música se construye más específicamente alrededor de un compás espacioso y resonado, complementado por sonidos de batería y un bajo pesado. Su paisaje sonoro permutable incorpora una producción de Gangsta rap retro de los años ochenta, que consiste en efectos tales como broches de presión, instrumentación escasa, sintetizadores de goteo y elementos del dubstep y de la música grime.
La estructura musical de la canción se caracteriza por su producción ultra minimalista, carente de hook y a menudo virando sobre nada más que un espacio vacío, con la excepción de un ritmo "bubble pop" y un subbajo. En toda la interpretación de «Beez in the Trap», Minaj cambia y adapta su rendimiento vocal a áreas específicas de la canción. Durante los versos y el puente su voz es "cáustica", mientras que en los coros, sus vocales son "materia-de-hecho y casi burbujeante" según Jessica Sager de Popcrush.

## Comentarios de la crítica
La canción recibió comentarios generalmente mixtos por parte de la crítica. A pesar de que sentía que a la canción "le falta[ba] un contenido real", Adam Fleischer de la revista XXL elogió «Beez in the Trap» llamándolo un "momento memorable" de Pink Friday: Roman Reloaded y también felicitó a la "enérgica, única y distinta Minaj"que aparece en la canción. Ryan Dombal de Pitchfork Media describe «Beez in the Trap» como una" provocación sin esfuerzo", y, en otra revisión de la canción para la misma editorial, Carrie Battan felicitó a la "arrogante y abrumadora" Minaj, escribiendo que ella "golpea un lugar lo suficientemente dulce como para hacer que cada uno de los apretones sean obsoletos durante cuatro minutos y medio". En la revisión de Pink Friday: Roman Reloaded de The AV Club, Genevieve Koski describió el desempeño Minaj como "relativamente tranquilo, pero increíblemente fuerte": señaló Minaj estar "en su mayor expresión", durante las primeras seis canciones del álbum.
Tom Ewing, escritor de The Guardian, sintió que «Beez in the Trap» expuso el conocimiento de Minaj y su "fanbase dividida": el observó que mientras en Pink Friday: Roman Reloaded las canciones contenidas que eran "precisas en un ambiente de pop moderno", el lugar de «Beez in the Trap» da más énfasis de la habilidad de rapear de Minaj, escribiendo que la canción "lanza un regalo a los oyentes que solo quieres escuchar su rap". Rob Markman de MTV News elogió la participación de 2 Chainz, llamando su verso en la canción "carismático", escribiendo también que él "no compremete una cosa que escupe [rapea] al lado de la rapera multiplatino". No Ripcord  indicó que «I Am Your Leader» y «Beez in the Trap» son "emocionantes y hace un buen uso de cameos". Matthew Cole de Slant Magazine compartió el pensamiento indicando que también "[son] dos pistas excelentes que consiguen sonar burbujueantes y pesadas, con Minaj entregando su más sin esfuerzo mierda-hablada entretenida hasta la fecha".
La revista Complex posicionó la canción en el n.º 9 de su lista de las mejores 50 canciones de 2012, mientras que Pitchfork Media la posicionaron en el n.º 18.

## Rendimiento comercial
La canción debutó en la semana del 16 de julio de 2012 en el Billboard Hot 100, donde semanas después ascendió a las posición n.º 48 siendo el mayor puesto obtenido por la canción en la lista estadounidense. En la misma semana debutó en la posición n.º 73 del Digital Songs. En diciembre de 2014, la canción ya había superado el millón de ventas puras en Estados Unidos. En agosto del 2012 fue certificado oro por la Recording Industry Association of America (RIAA). También alcanzó la posición n.º 74 en Irlanda.

## Vídeo musical
Minaj filmó el vídeo musical para «Beez in the Trap» el día 18 de marzo de 2012 en Miami, Florida. Fue dirigido por Benny Boom. El vídeo, que contó con la participación de 2 Chainz, se estrenó el 6 de abril de 2012 en la cuenta oficial de Minaj VEVO. Hasta agosto de 2016, el vídeo contabilizó más de 144 millones de vistas. El vídeo fue nominado en la categoría de Mejor Vídeo de Hip-Hop en los MTV Video Music Awards 2012.

### Antecedentes
El 18 de marzo, un fan preguntó a Minaj qué vídeo estaba filmando a lo que ella respondió «Beez in the Trap». La canción no fue lanzada en aquel momento, además, el vídeo de «Starships» había sido filmado recientemente. Otro fan preguntó si los vídeo serían lanzados simultáneamente a lo que ella respondió que sí, sin embargo no fueron lanzados exactamente al mismo tiempo, pero si en el mismo mes.

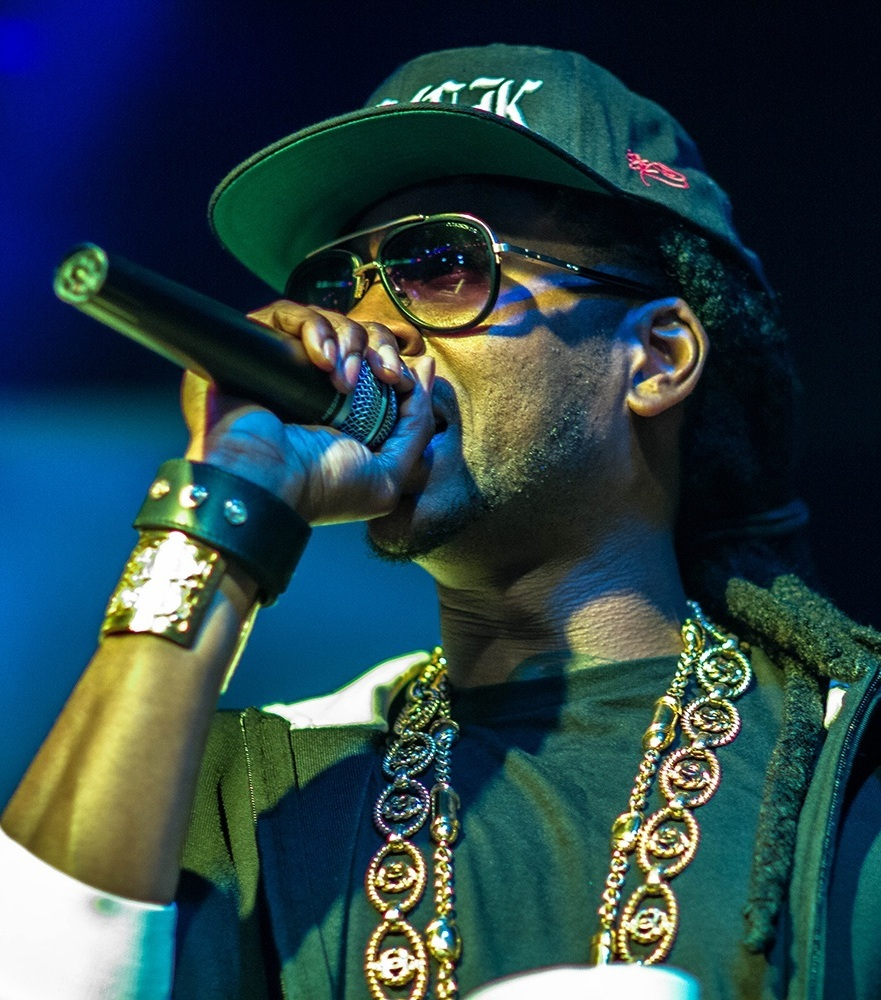
El rapero 2 Chainz hace parte de la canción.

Ella explicó que el vídeo es un agradecimiento a sus fanáticos de los clubes stríper: "cuando [yo] estaba haciendo mis mixtapes, me gustaba actuar en los clubes de strípers, me gustaba presentarme en los clubes y era como que algunos de mis fanáticos más duros estaban en esos lugares", dijo en una entrevista con MTV el 6 de abril de 2012, "yo quería un poco honrarlo a ellos – un poco de honor a todas mis chicas de los clubes y sólo decir '¡Gracias por el apoyo!'. Finalmente, el vídeo «Beez in the Trap» fue lanzado el 6 de abril de 2012.

### Sinopsis
El vídeo comienza con Minaj en cunclillas usando una peluca rubia en un leotardo de cuello alto color rosa, con alambre de púas como un primer plano. En el clip se muestra a mujeres y hombres de fiesta de un club de stríperes. Minaj está entonces sentada con una peluca verde en un club con muchas stríperes y bailarines exóticos; ella y sus amigas se sientan con un bikiini destellando dinero, y actuando coquetamente la una con la otra. Entonces 2 Chainz aparece rapeando su verso, mientras Minaj se ve al lado de él bailando muy seductora en un catsuit de animal print en una habitación tenuemente iluminada. A lo largo del vídeo, Minaj se ve de fiesta. Birdman hace una aparición en el vídeo. Hacia el final, Minaj rapera su segundo verso en un bikini con su entonces novio, Safaree "SB" Samuells detrás de ella, y después aparece en el mismo cuarto poco iluminado con un par de stríperes bailando sensualmente a su alrededor. El vídeo termina con Minaj y 2 Chaniz uno dando la espalda al otro.

## Interpretaciones en directo
Minaj interpretó la canción por primera vez en vivo el 3 de abril de 2012 en 106 & Park, junto a «Champion», «Roman Reloaded», «Right by My Side», «HOV Lane», «I Am Your Leader» y «Fire Burns». Después ella presentó la canción con «Champion» en los premios BET Awards del 2012 en compañía de 2 Chainz en el escenario. El día 23 de junio de 2012 también interpretó la canción en el Hackney Weekend de Radio 1. Minaj interpretó la canción en una serie de conciertos de veranos realizados por The Today Show. También fue incluido en el repertorio de canciones que Minaj interpretaría en el Pink Friday Tour (donde en la fase norteamericana, contó con el acompañamiento en vivo de 2 Chainz), Pink Friday: Reloaded Tour y The Pinkprint Tour.

## Lista de canciones
- Descarga digital — Versión explícita

| N.º | Título                            | Duración |  |
| 1.  | «Beez in the Trap» (con 2 Chainz) | 4:28     |  |

- Descarga digital — Versión censurada

| N.º | Título                            | Duración |  |
| 1.  | «Beez in the Trap» (con 2 Chainz) | 4:28     |  |

## Posicionamiento en listas
| País           | Lista                   | Mejor posición |      |
| 2012           | 2012                    | 2012           | 2012 |
| -------------- | ----------------------- | -------------- | ---- |
| Estados Unidos | Hot Digital Songs       | 48             |      |
| Estados Unidos | Billboard Hot 100       | 48             |      |
| Estados Unidos | Hot R&B/Hip-Hop Songs   | 7              |      |
| Estados Unidos | Hot R&B/Hip-Hop Airplay | 7              |      |
| Estados Unidos | Radio Songs             | 51             |      |
| Estados Unidos | Hot Rap Songs           | 7              |      |
| Estados Unidos | Rhythmic Songs          | 16             |      |
| Irlanda        | Irish Singles Chart     | 74             |      |
| Reino Unido    | UK Singles Chart        | 131            |      |
| Reino Unido    | UK R&B Singles Chart    | 36             |      |

| País           | Lista                 | Posición |
| 2012           | 2012                  | 2012     |
| -------------- | --------------------- | -------- |
| Estados Unidos | Hot R&B/Hip-Hop Songs | 45       |
| Estados Unidos | Hot Rap Songs         | 34       |

## Ventas y certificaciones
| País                                                       | Organismo certificador | Certificación | Ventas | Ref.   |
| ---------------------------------------------------------- | ---------------------- | ------------- | ------ | ------ |
| Estados Unidos                                             | RIAA                   | Oro           | 1 000  | [ 32 ] |
| (*) significa que la certificación puede incluir streaming |                        |               |        |        |

## Premios y nominaciones
| Año  | Premiación                       | Categoría                               | Resultado |
| ---- | -------------------------------- | --------------------------------------- | --------- |
| 2012 | MTV Video Music Awards           | Mejor vídeo Hip-Hop                     | Nominado  |
| 2012 | VEVO Certified                   | 100 millones de vistas                  | Ganador   |
| 2013 | ASCAP Rhythm & Soul Music Awards | Canción R&B/Hip-Hop ganadora del premio | Ganador   |

## Créditos y personal
Lugares de grabación
- Grabación en Conway Recording Studios, Hollywood, California, Estados Unidos

Personal
| - Onika Maraj – Intérprete, compositor (a) - Tauheed Epps – Intérprete, compositor - Kenoe – Productor, compositor - Matthew "Got Koke" Furdge – Producción | - Ariel Chobaz – Grabador, mezclador - Finis White – Grabador - Jon Sher – Grabador, asistente de mezcla - Brian "Big Bass" Gardner – Masterización |

 Créditos adaptados por las líneas de Pink Friday: Roman Reloaded

## Historial de lanzamiento
| País           | Fecha              | Formato (s)    |
| -------------- | ------------------ | -------------- |
| Estados Unidos | 29 de mayo de 2012 | Radio Rhythmic |